# Göll
Göll (fornvästnordiska Gǫll) är en valkyria i nordisk mytologi. Hon är ett kollektivt väsen. Eftersom ingenting berättas om henne kan hon inte räknas som en mytologisk person. Hennes namn nämns i Grímnismál 36 i Poetiska Eddan, där hon sägs vara en av flera valkyrior som i Valhall bär fram öl åt enhärjarna:
| Hrist och Mist bäre hornet till mig, Skeggjald och Skögul; Hild och Trud, Hlökk och Härfjätter, Göll och Geirönul, Randgrid och Rådgrid och Reginleif, de skänka enhärjarna öl. | Hrist ok Mist vilk at mér horn beri, Skęggjǫld ok Skǫgul, Hildr ok Þrúðr, Hlǫkk ok Hęrfjǫtur, Gǫll ok Gęirǫnul Randgríðr ok Ráðgríðr ok Ręginlęif, þær bera Ęinhęrjum ǫl. |  |

Samma strof citeras också av Snorre Sturlasson i Gylfaginning, kapitel 36. Dessutom nämns ‘Göll’ i ett par tulor; dels i en strof med valkyrienamn, dels i en strof med synonymer för ‘slag’ och ‘drabbning’ (orrusta), vilken innehåller flera rena valkyrienamn. Dessa namn har alltså kunnat uppfattas som poetiska synonymer för ‘fältslag’.

## Namnet
Ordet gǫll betyder ‘klang’, ‘larm’, och syftar på slagfältets oväsen då svärd, sköldar och spjut slår mot varandra. Íslensk orðsifjabók ger översättningen hávaði, gnýr (d.v.s. ‘larm, buller, brak och dån’). Både Sighvat Þórðarson, Einarr Skúlason och Þórkell Gíslason använde göll som heite i kenningar, men eftersom ordet som appellativ betyder ‘väpnad sammanstötning’ kan det vara svårt att avgöra om det var valkyrienamnet som skalderna avsåg.
Gǫll kan också vara en variant av gjǫll och då översättas ‘skri’ eller ‘skrik’, vilket är den betydelse som ligger bakom namnet Þrymgǫll; den gällt skrikande rostgrind som nämns i Fjölsvinnsmál 10.
Det finns tre maskulina motsvarigheter till valkyrienamnet Gǫll, nämligen Gǫllnir, Gǫllorr och Gǫllungr. Alla dessa är namn på Oden, valkyriornas herre.